# 弗拉斯特雷申穹
弗拉斯特雷申穹（英語：Frustration Dome）是南極洲的穹丘，位於麥克羅伯特森地，處於亨德森山東南面70公里，澳大利亞探險隊在該處建立微波測距站，現時由南極條約體系管理。